# Champ-sur-Layon
Pour les articles homonymes, voir Champ et Layon.
Champ-sur-Layon est une ancienne commune française située dans le département de Maine-et-Loire, en région Pays de la Loire, devenue le 1er janvier 2016, une commune déléguée de la commune nouvelle de Bellevigne-en-Layon.
La commune se situe dans l'appellation viticole du Coteaux-du-Layon (AOC).

## Géographie
Commune angevine en limite des Mauges, Champ-sur-Layon se trouve au sud de Rablay-sur-Layon, sur les routes D 199, Chanzeaux - Thouarcé, et D 54, Rablay sur Layon - Valanjou.
La rivière le Layon borde la commune au nord.
Son territoire se situe sur les unités paysagères du Plateau des Mauges et du Couloir du Layon.

## Toponymie
En 1793, création de la commune : Le Champ. En 1830, après fusion avec Thouarcé pour former Thouarcé-et-le-Champ puis nouvelle séparation : Champ. En 1922, par décret Champ devient Champ-sur-Layon.

## Histoire
Par décret du 21 septembre 1791, le 17 octobre qui suit, la paroisse du Champ est détachée de Thouarcé. Mais à la fin de la Révolution, la commune est réintégrée à sa voisine qui prend le nom de Thouarcé-et-le-Champ, la commune revivra de nouveau quelques mois en 1815 pour de nouveau être réintégrée à Thouarcé. La commune est enfin durablement séparée du chef-lieu de canton en 1830 cette fois-ci sans l’article.
Les vignes de la commune sont touchées à partir d’août 1886 par le phylloxéra. En avril 1889, toutes les vignes autour du Layon sont déclarées « anéanties ».
Pendant la Première Guerre mondiale, 26 habitants perdent la vie, et lors de la Seconde Guerre mondiale, 5 habitants sont tués.
La commune fête son bicentenaire en 1991.
En 2016, les communes de Champ-sur-Layon, Faveraye-Mâchelles, Faye-d'Anjou, Rablay-sur-Layon et Thouarcé se regroupent donnant naissance à la nouvelle commune de Bellevigne-en-Layon.
En 2023, la commune accueille, dans la salle de réception du cellier du vignoble La Tomaze, le championnat de France du jeu de société Diplomatie.

## Politique et administration

### Administration municipale

#### Administration actuelle
Depuis le 1er janvier 2016, Champ-sur-Layon constitue une commune déléguée au sein de la commune nouvelle de Bellevigne-en-Layon et dispose d'un maire délégué.
| Période                                  | Période  | Identité        | Étiquette | Qualité |
| ---------------------------------------- | -------- | --------------- | --------- | ------- |
| janvier 2016                             | mai 2020 | Jean-Yves Renou |           |         |
| mai 2020                                 | en cours | Mickaël Blot    |           |         |
| Les données manquantes sont à compléter. |          |                 |           |         |

#### Administration ancienne
| Période                                  | Période          | Identité                | Étiquette | Qualité |
| ---------------------------------------- | ---------------- | ----------------------- | --------- | ------- |
| Les données manquantes sont à compléter. |                  |                         |           |         |
| 1837                                     |                  | Charles Delaunay        |           |         |
| 1953                                     | 1970             | Jacques-André Lecointre |           |         |
| 1970                                     | 1971             | Gabriel Gelineau        |           |         |
| 1971                                     | 1995             | Jacques Lecointre       | DVD       |         |
| 1995                                     | mars 2014        | Maurice Bodineau        |           |         |
| mars 2014                                | 31 décembre 2015 | Jean-Yves Renou         |           |         |

### Intercommunalité
La commune était membre de la communauté de communes des Coteaux du Layon, elle-même membre du syndicat mixte Pays de Loire en Layon.

### Autres circonscriptions
Jusqu'en 2014, la commune fait partie du canton de Thouarcé et de l'arrondissement d'Angers. Le canton de Thouarcé compte alors dix-sept communes. Dans le cadre de la réforme territoriale, un nouveau découpage territorial pour le département de Maine-et-Loire est défini par le décret du 26 février 2014. Le canton de Thouarcé disparait et la commune est rattachée au canton de Chemillé-Melay, avec une entrée en vigueur au renouvellement des assemblées départementales de 2015.

## Population et société

### Démographie

#### Évolution démographique
L'évolution du nombre d'habitants est connue à travers les recensements de la population effectués dans la commune depuis 1793. À partir du 1er janvier 2009, les populations légales des communes sont publiées annuellement dans le cadre d'un recensement qui repose désormais sur une collecte d'information annuelle, concernant successivement tous les territoires communaux au cours d'une période de cinq ans. 
Pour les communes de moins de 10 000 habitants, une enquête de recensement portant sur toute la population est réalisée tous les cinq ans, les populations légales des années intermédiaires étant quant à elles estimées par interpolation ou extrapolation. Pour la commune, le premier recensement exhaustif entrant dans le cadre du nouveau dispositif a été réalisé en 2007,.
En 2013, la commune comptait 970 habitants, en évolution de +0,52 % par rapport à 2008 (Maine-et-Loire : +3,3 %, France hors Mayotte : +2,49 %).
| 1793  | 1800 | 1821 | 1831 | 1836 | 1841 | 1846 | 1851 | 1856 |
| ----- | ---- | ---- | ---- | ---- | ---- | ---- | ---- | ---- |
| 1 000 | 523  | 782  | 740  | 776  | 811  | 840  | 893  | 924  |

| 1861 | 1866 | 1872 | 1876 | 1881 | 1886 | 1891 | 1896 | 1901 |
| ---- | ---- | ---- | ---- | ---- | ---- | ---- | ---- | ---- |
| 920  | 911  | 909  | 916  | 890  | 921  | 872  | 862  | 870  |

| 1906 | 1911 | 1921 | 1926 | 1931 | 1936 | 1946 | 1954 | 1962 |
| ---- | ---- | ---- | ---- | ---- | ---- | ---- | ---- | ---- |
| 900  | 914  | 899  | 911  | 883  | 897  | 932  | 900  | 901  |

| 1968 | 1975 | 1982 | 1990 | 1999 | 2007 | 2012 | 2013 | - |
| ---- | ---- | ---- | ---- | ---- | ---- | ---- | ---- | - |
| 860  | 779  | 745  | 785  | 803  | 949  | 969  | 970  | - |

#### Pyramide des âges
La population de la commune est relativement jeune. Le taux de personnes d'un âge supérieur à 60 ans (20,1 %) est en effet inférieur au taux national (21,8 %) et au taux départemental (21,4 %).
À l'instar des répartitions nationale et départementale, la population féminine de la commune est supérieure à la population masculine. Le taux (50,8 %) est du même ordre de grandeur que le taux national (51,9 %).
La répartition de la population de la commune par tranches d'âge est, en 2008, la suivante :
- 49,2 % d’hommes (0 à 14 ans = 21,2 %, 15 à 29 ans = 15,4 %, 30 à 44 ans = 26,1 %, 45 à 59 ans = 15,8 %, plus de 60 ans = 21,4 %) ;
- 50,8 % de femmes (0 à 14 ans = 26,8 %, 15 à 29 ans = 16,2 %, 30 à 44 ans = 22,2 %, 45 à 59 ans = 16 %, plus de 60 ans = 18,9 %).

| Hommes | Classe d’âge | Femmes |
| ------ | ------------ | ------ |
| 0,2    | 90 ans ou +  | 0,2    |
| 5,8    | 75 à 89 ans  | 7,3    |
| 15,4   | 60 à 74 ans  | 11,4   |
| 15,8   | 45 à 59 ans  | 16,0   |
| 26,1   | 30 à 44 ans  | 22,2   |
| 15,4   | 15 à 29 ans  | 16,2   |
| 21,2   | 0 à 14 ans   | 26,8   |

| Hommes | Classe d’âge | Femmes |
| ------ | ------------ | ------ |
| 0,4    | 90 ans ou +  | 1,1    |
| 6,3    | 75 à 89 ans  | 9,5    |
| 12,1   | 60 à 74 ans  | 13,1   |
| 20,0   | 45 à 59 ans  | 19,4   |
| 20,3   | 30 à 44 ans  | 19,3   |
| 20,2   | 15 à 29 ans  | 18,9   |
| 20,7   | 0 à 14 ans   | 18,7   |

## Économie
Sur 98 établissements présents sur la commune à fin 2010, 44 % relevaient du secteur de l'agriculture (pour une moyenne de 17 % sur le département), 6 % du secteur de l'industrie, 9 % du secteur de la construction, 33 % de celui du commerce et des services et 8 % du secteur de l'administration et de la santé.
La commune se situe dans l'aire d'appellation viticole du Coteaux-du-Layon (AOC). Vingt-sept communes du département, bordant la rivière du Layon, constituent l'aire géographique de l'Appellation d'Origine Contrôlée Coteaux du Layon.

## Culture locale et patrimoine

### Lieux et monuments
- Château du Pineau
- Église Notre-Dame.

### Personnalités liées à la commune
- Joseph Gelineau, prêtre jésuite et psalmiste, est né dans la commune le 31 octobre 1920. Outre de nombreux chants liturgiques, il a aussi écrit quelques livres sur le thème des chants religieux.
- Pierre-Étienne Dumesnil Dupineau, propriétaire du château du Pineau, maire de Thouarcé en 1789, émigré en 1791, chef royaliste pendant l'insurrection vendéenne et chouannerie de 1815.